# Kinesisk fnittertrast
Kinesisk fnittertrast (Pterorhinus berthemyi) är en fågel i familjen fnittertrastar inom ordningen tättingar.

## Utseende
Kinesisk fnittertrast är en medelstor (27–29 cm) brun fnittertrast. På ovansida och bröst är den ockrabrun, medan stjärt och vingar är mer rost- eller kastanjebruna, den förra med ljus spetsar. Runt och bakom ögat har den blåfärgad bar hud och över ögat en svart ansiktsmask. På nedre delen av bröstet och buken är den grå.
Arten är mycket lik rostfnittertrasten, men denna är mer rostbrun än ockrabrun på ovansida och bröst. Vidare är den mörkare på vingar, stjärt och undersidans bakre del och de ljusa fläckarna på stjärtspetsen är mycket mindre. Den är även rostbrun på tygel, panna och haka där kinesisk fnittertrast är svart. Näbben är också större och vingen kortare.

## Levnadssätt
Kinesisk fnittertrast hittas i städsegrön lövskog, bambu och låg markvegetation i barrskogsplantage, från 600 till 1800 meters höjd. Där ses den vanligen i smågrupper om upp sex fåglar födosöka i undervegetation eller på medelhög nivå efter insekter, frön och andra vegetabilier.

### Häckning
Arten häckar maj–juli. Det rätt voluminösa skålformade boet av bambu och andra blad placeras i en upprätt grenklyka i en buske eller i bambu. Däri lägger den två till fem ägg.

## Utbredning och systematik
Kinesisk fnittertrast förekommer i bergstrakter i sydöstra Kina (nordvästra Yunnan, Gansu och södra Sichuan österut till Anhui, Zhejiang och nordvästra Fujian). Vissa behandlar den som underart till rostfnittertrast. Den behandlas som monotypisk, det vill säga att den inte delas in i några underarter.

### Släktestillhörighet
Kinesisk fnittertrast placeras traditionellt i det stora fnittertrastsläktet Garrulax, men den taxonomiska auktoriteten Clements et al lyfte ut den och ett antal andra arter till släktet Ianthocincla efter DNA-studier. Senare studier visar att Garrulax består av flera, äldre utvecklingslinjer, även inom Ianthocincla. Författarna till studien rekommenderar därför att släktet delas upp ytterligare, på så sätt att kinesisk fnittertrast med släktingar lyfts ut till det egna släktet Pterorhinus. Idag följer tongivande International Ornithological Congress och även Clements et al dessa rekommendationer.

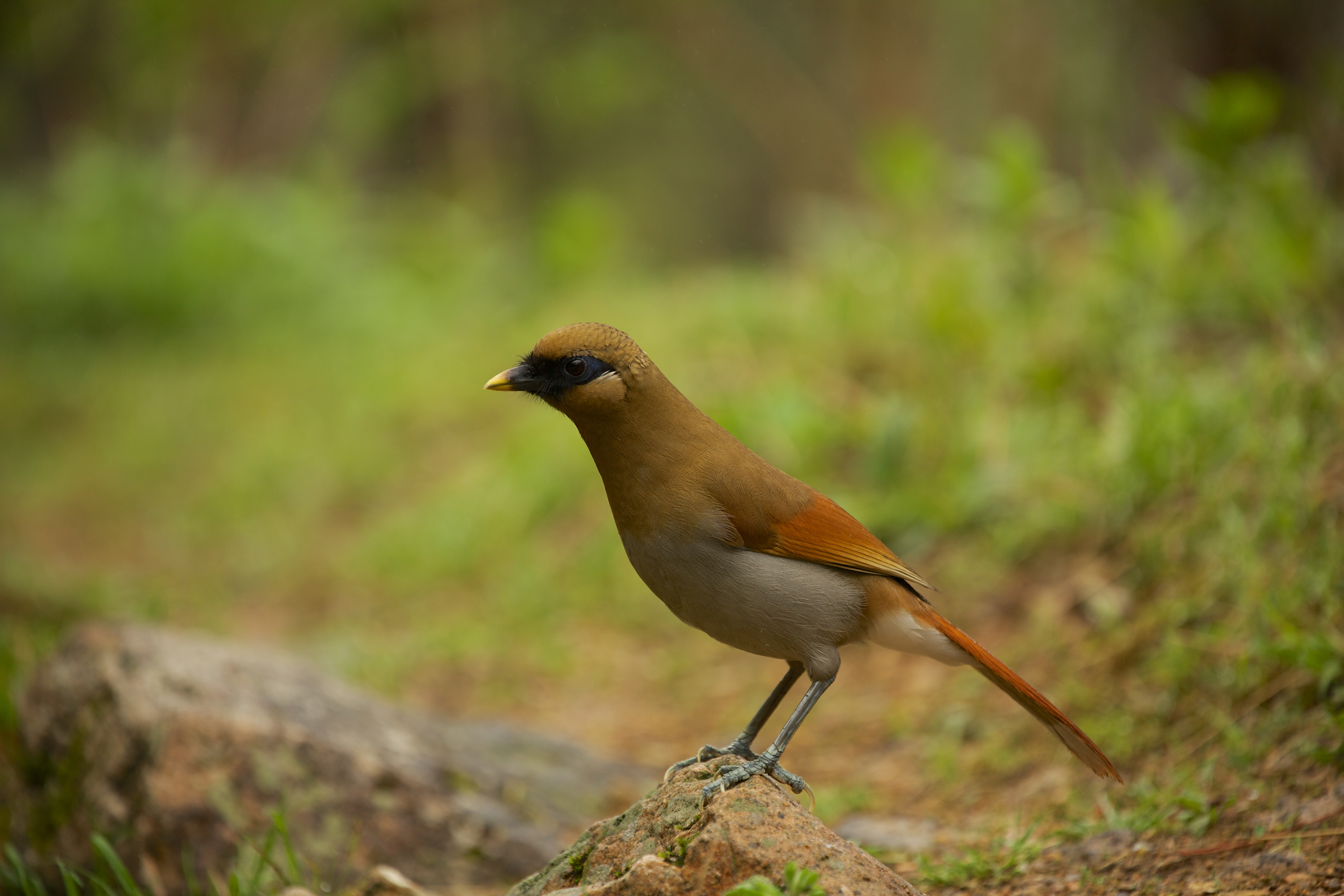

## Status och hot
Arten har ett stort utbredningsområde och en stor population, men tros minska i antal till följd av habitatförstörelse och fragmentering, dock inte tillräckligt kraftigt för att den ska betraktas som hotad. Internationella naturvårdsunionen IUCN listar därför arten som livskraftig (LC). Beståndet har inte uppskattats, men den beskrivs som generellt ovanlig till fåtalig, dock lokalt vanlig. 

## Namn
Fågelns vetenskapliga artnamn hedrar en M. Berthemy, fransk diplomat verksam i Kina, USA och Belgien.